# Tyrhtel
Tyrhtel († zwischen 705 und 710) war Bischof der anglikanischen Diözese Hereford. Er wurde 688 zum Bischof geweiht und trat sein Amt im selben Jahr an.
Tyrhtel starb zwischen 705 und 710.